# Castlerea
Castlerea (irisch An Caisleán Riabhach) ist eine Stadt im westlichen zentralen Binnenland der Republik Irland. Sie ist die drittgrößte Stadt in der Grafschaft Roscommon, liegt im Westen der Grafschaft und hatte bei der Volkszählung 2022 2348 Einwohner. Grob aus dem Irischen übersetzt, bedeutet Castlerea im Allgemeinen „gestriegelte Burg“ (Caisleán Riabhach). Eine alternative Übersetzung ist „Burg des Königs“ (Caisleán Rí). Die Stadt liegt an den Ufern des Flusses Suck und des Flusses Francis, beides Nebenflüsse des Shannon.

## Geschichte
Clonalis House, im Westen von Castlerea gelegen, ist der Stammsitz des Clan O’Conor, des letzten der Hochkönige von Irland. Die O’Connor-Dynastie brachte elf Hochkönige von Irland und vierundzwanzig Könige von Connacht hervor.
Theophilus Sandford, ein Mitglied von Oliver Cromwells Armee in Irland, erhielt im Rahmen des Gesetzes zur Besiedlung Irlands 1652 eine große Anzahl von Ländereien, die von der Familie O’Connor beschlagnahmt worden waren. Zu diesem Paket gehörte auch Castlerea. Castlerea entwickelte sich unter den Sandfords, die eine Brennerei (die in ihrer Blütezeit mehr als 91.000 Liter Whiskey pro Jahr produzierte), eine Brauerei und eine Gerberei gründeten. Sandfords Nachkommen blieben bis ins 19. Jahrhundert hinein an der Macht. Das Anwesen wurde später von der Land Commission und dem Congested Districts Board erworben. Das Landgut, in dem es sich befand, ist noch erhalten und wird heute als öffentlicher Park genutzt.
Am 11. Juli 1921 wurde Sergeant James King von der Royal Irish Constabulary in Castlerea in der St. Patrick Street angeschossen und starb kurz darauf an seinen Verletzungen. Später an diesem Tag wurde der Waffenstillstand vom Juli 1921 ausgerufen, womit Sergeant King das letzte Opfer des irischen Unabhängigkeitskrieges war.
Am 17. Juni 2020 wurde Detective Garda Colm Horkan in Castlerea von einem 43-jährigen Mann erschossen, der ihm seine Schusswaffe entriss und fünfzehn Schüsse auf ihn abfeuerte. Horkan war der 89. Garda, der im Dienst getötet wurde.

## Überblick
Direkt westlich der Stadt ist der Stammsitz des O’Conor-Klans, der zahlreiche irische Hochkönige gestellt hat, seinen Stammbaum bis 75 a. D. zurückführen kann und Europas älteste belegte Familie darstellt.
Heute wird Castlerea von Touristen passiert, die von Dublin aus über Athlone und von Roscommon Town aus auf der N60 quer durchs Land nach Mayo fahren. Ansonsten liegt Castlerea abseits von Verkehrsströmen in einer ländlichen Gegend. Es wird von Bus Éireann bedient und ist an den Schienenverkehr in Irland angeschlossen; der Ort liegt auf der InterCity-Strecke Dublin – Westport / Ballina der Iarnród Éireann. Der Bahnhof im Süden der Stadt wurde 1860 eröffnet.
Im Ort befinden sich das Hells Kitchen Railway Museum sowie, in einem früheren Hospital, ein Gefängnis für männliche Häftlinge ab 17 Jahren.

## Sonstiges
Der Ort darf nicht mit der nordirischen Gemeinde Castlereagh bei Belfast verwechselt werden.
Das Ringfort von Rathra liegt etwa südöstlich von Castlerea.

## Städtepartnerschaft
Mit der französischen Gemeinde Soulac-sur-Mer im Département Gironde (Nouvelle-Aquitaine) besteht seit 1990 eine Partnerschaft.

## Persönlichkeiten
- William Wilde (1815–1876), Arzt, Vater von Oscar Wilde
- Douglas Hyde (1860–1949), Schriftsteller, Linguist und von 1938 bis 1945 der erste Präsident von Irland
- Thomas Finnegan (1925–2011), römisch-katholischer Bischof
- Aoife O’Rourke (* 1997), Boxerin
- Lisa O’Rourke (* 2002), Boxerin